# سایامی کر
سایامی کر (به انگلیسی: Saiyami Kher) (زاده ۲۹ ژوئن ۱۹۹۲) بازیگر هندی است.
از کارهای معروف او می‌توان به بازی در فیلم خفه‌شده، اسپینر و میرزیا اشاره کرد.